# Schlacht bei Langensalza
Custozza – Hühnerwasser – Podol – Nachod – Trautenau – Langensalza – Skalitz – Münchengrätz – Gitschin – Königinhof – Schweinschädel – Königgrätz – Dermbach – Kissingen – Mainfeldzug – Frohnhofen – Aschaffenburg – Lissa – Bezzecca – Blumenau – Hundheim – Tauberbischofsheim – Werbach – Helmstadt – Gerchsheim – Uettingen/Roßbrunn
Die Schlacht bei Langensalza war das erste größere Gefecht auf dem westlichen Kriegsschauplatz während des Deutschen Krieges. Die Schlacht fand am 27. Juni 1866 statt. Auf diesem Kriegsschauplatz bei Langensalza in Thüringen standen Preußen mit dem verbündeten Sachsen-Coburg und Gotha dem Königreich Hannover gegenüber. Die Schlacht endete zwar mit einem taktischen Sieg Hannovers, trotzdem musste Hannover kurz darauf kapitulieren.

## Vorgeschichte
Nachdem Preußen dem Königreich Hannover am 15. Juni 1866 den Krieg erklärt hatte, begannen die preußischen Truppen der Westarmee (später Mainarmee) unter Falckenstein am nächsten Tag von Hamburg (General Manteuffel) und Minden (Goeben) aus den Vormarsch auf die Landeshauptstadt Hannover. Vorausgegangen war ein Bundesbeschluss im Bundestag, der als Abwehrmaßnahme gegen Preußen gedacht war: Preußen war in Holstein einmarschiert, entgegen der Rechte Österreichs dort. Eigentlicher Hintergrund war Preußens Absicht, den Bund in einen Bundesstaat umzuwandeln. Hannover hatte für den Beschluss im Bundestag gestimmt und ein Bündnisangebot Preußens abgelehnt.
Der Beginn des Krieges fiel im Königreich Hannover mit dem planmäßigen Sommermanöver zusammen, weswegen das gesamte Heer von ca. 19.000 Mann mit 42 Kanonen unter Waffen stand. Die zerstreut im Lande stehenden, für den Kriegsfall nur unzulänglich ausgerüsteten Einheiten der Hannoverschen Armee konnten sich jedoch dem Zugriff der preußischen Truppen entziehen und sich nach Göttingen absetzen. Dabei gelang es ihnen, die Bahnlinie von Hannover nach Kassel zu unterbrechen und so einen Vorsprung vor ihren Verfolgern herauszuholen. Bei ihrem schnellen Rückzug ließen sie aber die Vorräte und fast die gesamte Munition in Hannover zurück.
Diese Position in Göttingen war gegen die zahlenmäßig überlegenen und jetzt auch von Wetzlar in Richtung Kassel anmarschierenden preußischen Truppen unter dem Kommando von Beyer mit ca. 18.000 Soldaten auf Dauer aber nicht zu halten. Diese dritte Division der Westarmee hätte eigentlich die Verfolgung der Regimenter von Hessen-Kassel übernehmen sollen. Die hannoversche militärische Führung entschloss sich daher, nach Süden zu marschieren, um hier Anschluss an die süddeutschen Verbündeten, insbesondere die bayerische Armee, zu gewinnen.
Bei entschlossener Ausnutzung aller Möglichkeiten hätte dieses Ziel wahrscheinlich erreicht werden können, auch wenn das VIII. Korps des Bundesheeres sich weigerte, zur Unterstützung in Richtung Norden vorzugehen. Die Chance zur Vereinigung mit dem Bundesheer ergab sich insbesondere, weil Falckenstein in Hannover stehenblieb und dort nach der kampflosen Eroberung der Hauptstadt die Verfolgung nicht energisch betrieb, sondern für den 18. Juni einen Ruhetag anordnete. General Goeben hatte erst einen Tag vorher die Verfolgung aufgenommen, die seine Division wegen der unterbrochenen Bahnlinie zu Fuß versuchen musste. Auf die Nachricht vom Ruhetag hin befahl Moltke die sofortige Verfolgung, die jedoch nicht umgesetzt wurde. Falckenstein war der Meinung, dass die hannoversche Armee ohne jeglichen Nachschub keine Chance hätte, die Vereinigung mit den Bayern herbeizuführen. Auch auf weitere Befehle am 22. Juni hin erfolgte keine Verfolgung, diesmal mit der Begründung, dass erst die Bahnstrecke repariert werden müsse. Erst auf persönlichen Befehl des preußischen Königs Wilhelm I. setzte sich die Westarmee am 24. Juni in Bewegung.
Tatsächlich mussten die Hannoveraner in Göttingen einen Halt von drei Tagen machen, um neue Vorräte zu beschaffen. Als die ersten Preußen in Göttingen erschienen, waren die hannoverschen Truppen bereits in Richtung Südosten abgezogen und nur noch wenige Tagesmärsche von der Vereinigung mit dem Bundesheer entfernt. Ein solcher Zusammenschluss hätte auf dem westlichen Kriegsschauplatz einen Verband entstehen lassen, der den drei Divisionen der Westarmee zahlenmäßig überlegen gewesen wäre und die Rückzugs- und Versorgungswege der nach Böhmen vorstoßenden Elbarmee und der ersten Armee hätte bedrohen können.
Unnötigerweise ließen sich jedoch Georg V., der sich bei der Armee aufhielt, und die Armeeführung in Verhandlungen mit Preußen ein. Sie führten dazu, dass der Vormarsch – die Armee hatte inzwischen Langensalza erreicht – nicht fortgesetzt wurde.
Während dieser Verhandlungen gelang es der preußischen Heeresführung, einen Verband von ca. 9000 Mann unter Generalmajor Flies als Sicherungsverband heranzuführen, der den Rückzugsweg versperrte. Dieser Verband bestand aus fünf regulären Bataillonen Festungsbesatzungen und sieben Bataillonen der Landwehr mit zusammen 22 Kanonen und wurde in Gotha zusammengezogen. Gleichzeitig waren die drei Divisionen der Westarmee in Eilmärschen auf der Verfolgung und auch die gesperrten Bahnlinien standen wieder zur Verfügung.
Georg V. war somit von drei Seiten eingeschlossen, Goeben war im Norden bereits hinter Kassel, Beyer hatte von Westen her Eisenach erreicht, und Flies stand im Süden. Ohne Unterstützung durch das Bundesheer blieb Georg in Langensalza stehen. Moltke fürchtete einen Abmarsch mit langer Verfolgung nach Osten in den Rücken des preußischen Heeres. Damit wäre der strategische Plan gefährdet gewesen. Moltke befahl daher Flies, seine Position gegen einen befürchteten Ausbruch zu halten, bis Goeben und Beyer herangekommen waren. Ein solcher Ausbruch nach Süden war immer noch möglich bei einem Kräfteverhältnis von 2:1 gegen die Preußen.
Flies ging stattdessen selbst zum Angriff über. Daraus entwickelte sich am 27. Juni 1866 die Schlacht bei Langensalza.

## Verlauf

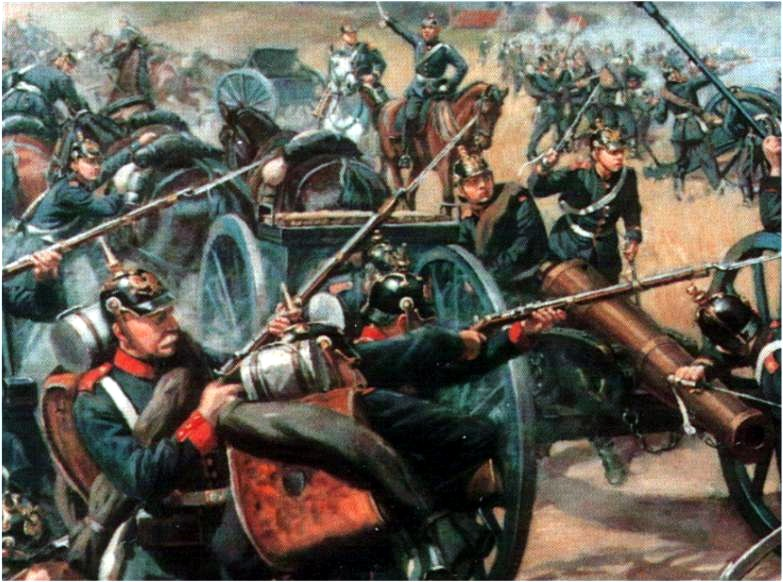
Preußische Artillerie bei Langensalza, Gemälde von Georg von Boddien

### Positionen und Truppenstärken

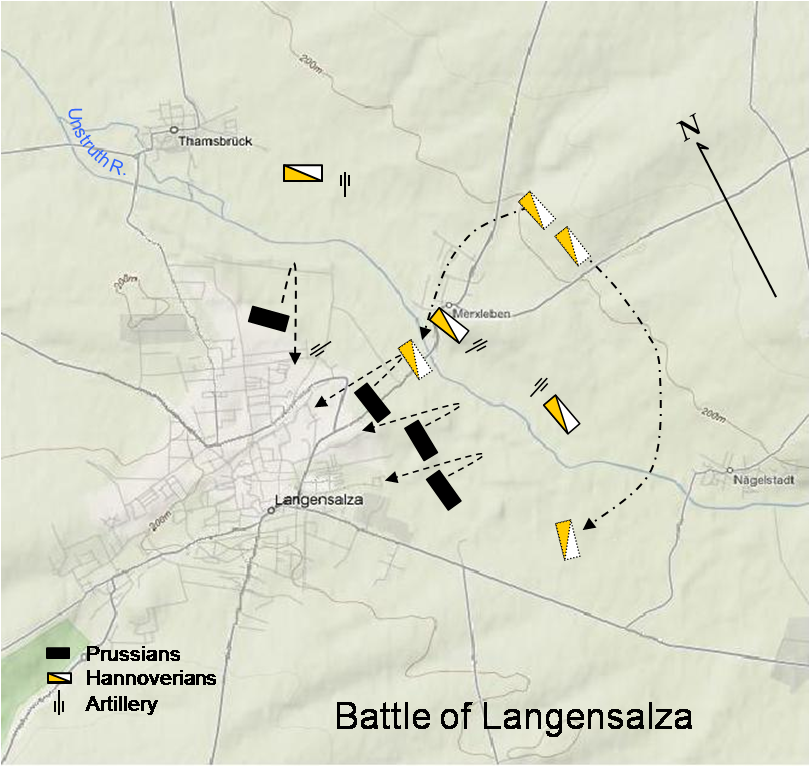
Truppenbewegungen

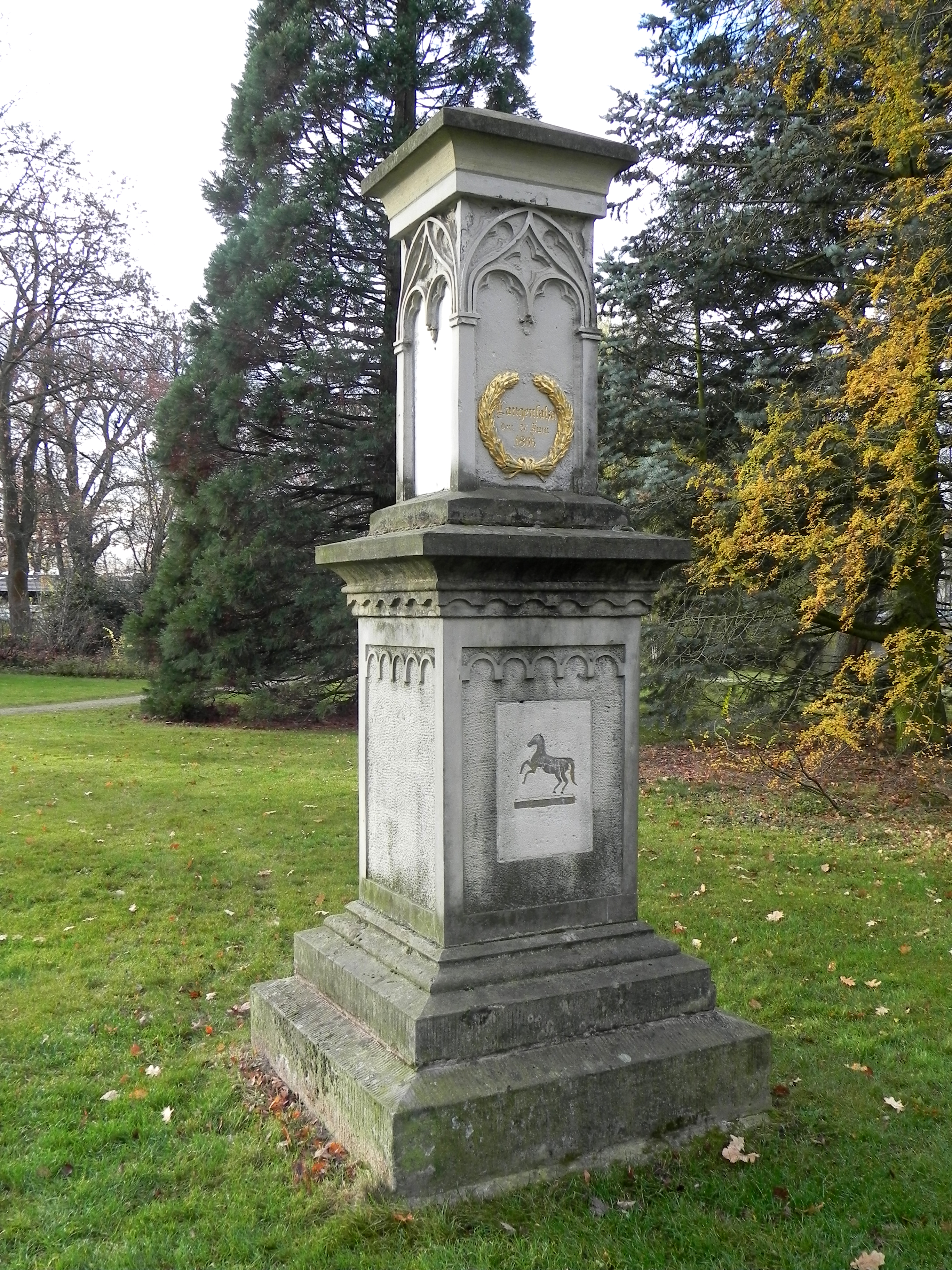
Denkmal zur Schlacht bei Langensalza im Französischen Garten in Celle

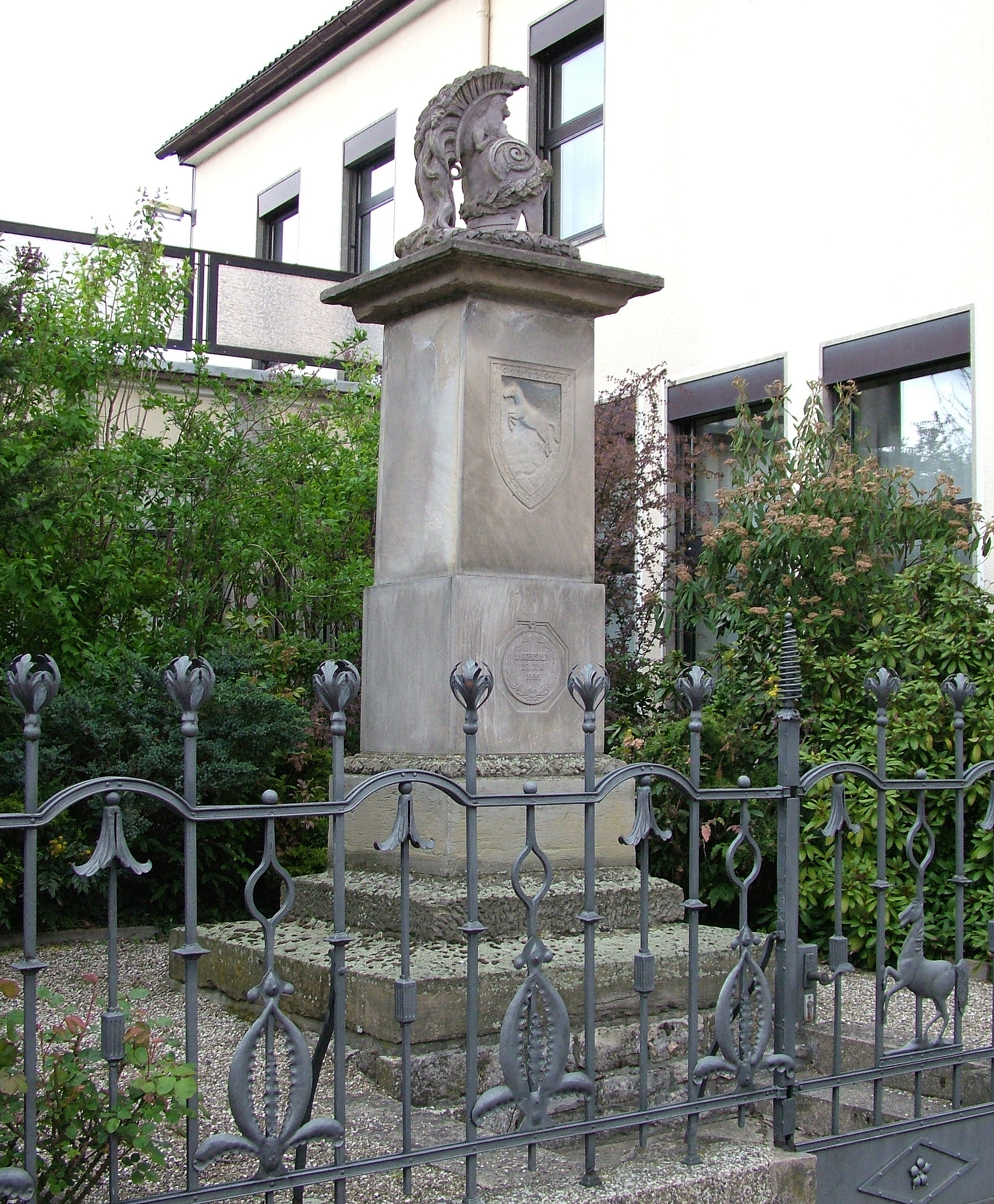
Denkmal zur Schlacht in Eldagsen

Die Hannoversche Armee unter dem Oberbefehl des Generalmajors Alexander von Arentschildt hatte auf dem Kirchberg bei Merxleben, 1,5 km nördlich von Langensalza, eine Defensivposition bezogen. Verstärkt wurde diese Stellung durch die beiden Flüsse Unstrut und Salza, die eine Annäherung weiter erschwerten. Die Armee zählte ohne die nach dem 15. Juni zum Heer gestoßenen, meist unbewaffneten Reservisten etwa 17.000 Mann. Die preußische Streitmacht mit fünf Linienbataillonen, sieben Landwehrbataillonen einschließlich des Kontingents des verbündeten Herzogtums Sachsen-Coburg und Gotha war etwa 9.000 Mann stark und damit den Hannoveranern zahlenmäßig deutlich unterlegen. Nach anderer Quelle (Schubert) waren die Verbände in etwa gleich stark, die Hannoveraner aber in der Ausrüstung (Fehlen der Zündnadelgewehre) unterlegen. Die Hannoveraner siegten zwar, aber ihre Verluste waren sehr hoch, und ohne Train drohte ihnen die Munition auszugehen, so dass sie letztlich zwei Tage später kapitulieren mussten.

### Vormarsch der Preußen
Der preußische Verband unter dem Kommando des Generalmajors Eduard Moritz von Flies begann am Morgen des 27. Juni seinen Vormarsch auf Langensalza. Das zur Deckung der Stadt hier postierte hannoversche Bataillon zog sich vor dem preußischen Angriff hinter die Unstrut zurück. Die preußischen Truppen bezogen am Südufer des Flusses Position, konnten aber die starke Stellung der Hannoveraner nicht ernsthaft in Gefahr bringen. An diesem Punkt hätte – so die meisten Militärhistoriker – das Gefecht abgebrochen werden müssen; denn es war klar, dass die hannoversche Armee keinesfalls nach Nordosten in Richtung Sondershausen abmarschieren wollte, sondern weiter bei Langensalza stand. Wegen der zahlenmäßigen Unterlegenheit konnte auf preußischer Seite kein entscheidender Erfolg erreicht werden. Da der preußische Oberbefehlshaber von Flies in dieser kritischen Phase einen Schwächeanfall erlitt und keine entsprechenden Befehle geben konnte, wurde der günstige Zeitpunkt für einen Abbruch des Gefechts verpasst.

### Der hannoversche Gegenangriff
Auf hannoverscher Seite hatte man zunächst angenommen, deutlich überlegeneren preußischen Kräften gegenüberzustehen. Daher hatte die hannoversche Führung sich darauf beschränkt, die Defensivstellung zu halten. Sobald im Verlauf des Gefechts klar wurde, dass man es mit einem zahlenmäßig unterlegenen Gegner zu tun hatte, entschloss man sich zum Gegenangriff. Der auf dem linken Flügel (Brigade Bothmer) vorgetragene Angriff scheiterte wegen der ungünstigen Geländeverhältnisse beim Überschreiten der Unstrut und des hartnäckigen Widerstandes von preußischer Seite. Sehr erfolgreich war die Attacke auf dem rechten hannoverschen Flügel. Nach und nach wurden die preußischen Kräfte aus ihren zum Teil festen Positionen, z. B. Kallenbergs Mühle, verdrängt und schließlich die für die Versorgung der hannoverschen Armee wichtige Stadt Langensalza zurückerobert.

### Rückzug der Preußen
Daraufhin ordnete die preußische Führung den Rückzug an. Der Rückzugsbefehl erreichte einige Einheiten sehr spät, so dass sie zunächst isoliert von der Hauptmacht ihren Weg suchen mussten. Auf dem Rückzug wurden sie südöstlich der Stadt mehrfach von hannoverscher Kavallerie angegriffen, konnten diese Attacken aber abwehren. Am späten Nachmittag endete das Gefecht.

## Die Kapitulation

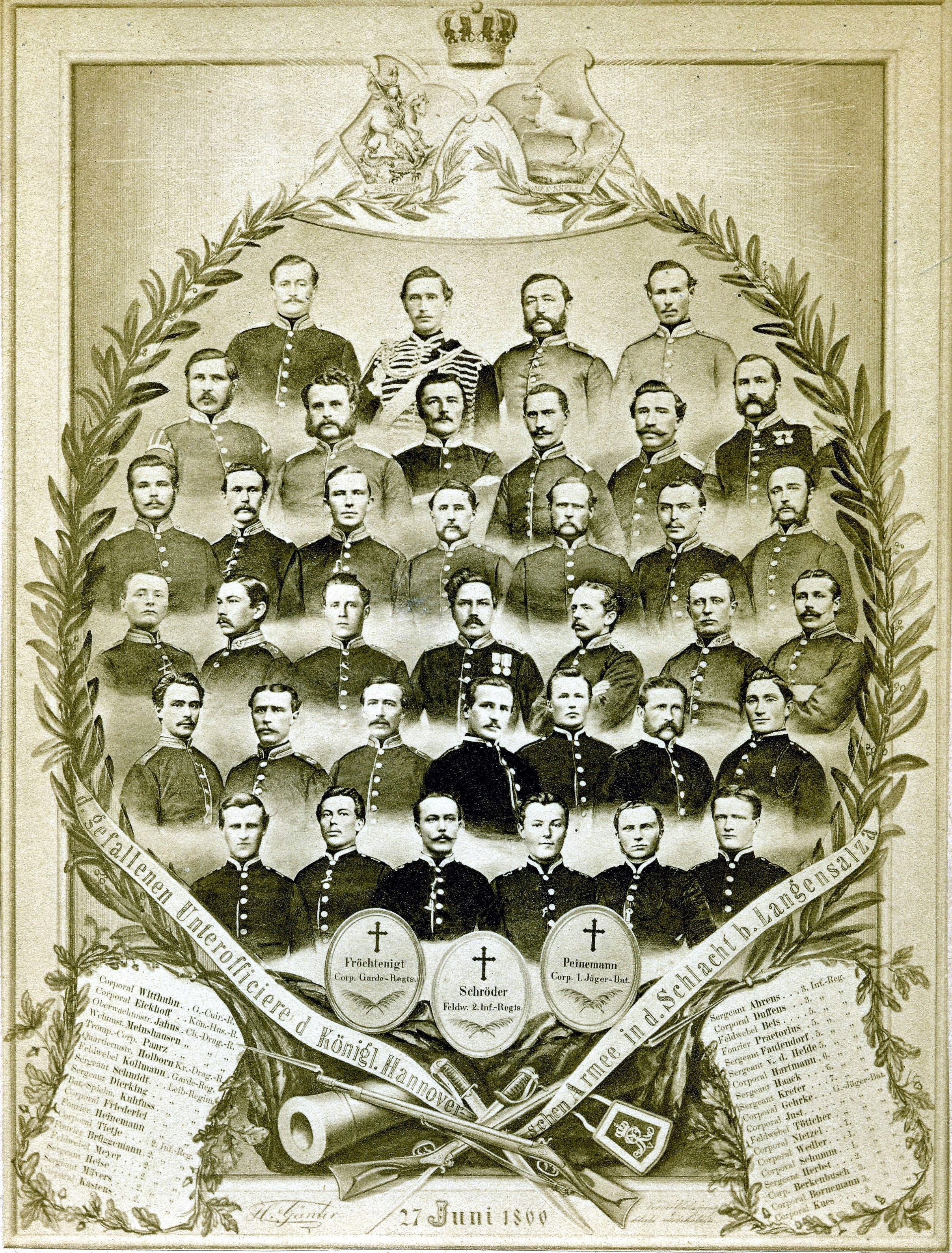
Gefallene Unteroffiziere der Königl. Hannoverschen Armee – Umschrift linkes Wappen: NUNQUAM RETRORSUM („niemals zurück“), der Wahlspruch der Welfen – rechtes Wappen: NEC ASPERA TERRENT („Widrigkeiten schrecken nicht“), Wahlspruch auf den Fahnen der chur-braunschweig-lüneburgischen Armee

Die Hannoversche Armee hatte zwar einen Erfolg erzielt, an der ungünstigen Gesamtlage änderte dies allerdings nur wenig. Wegen der Erschöpfung der Soldaten (nicht zuletzt als Folge der an diesem Tage herrschenden großen Hitze) und der Munitionsknappheit konnte die siegreiche Armee die schwer angeschlagene preußische Streitmacht nicht mehr – wie von König Georg V. vorgeschlagen – verfolgen und eventuell endgültig vernichten. Ein solcher Vorstoß wäre nach Lage der Dinge der einzige mögliche Weg gewesen, um die Armee vielleicht doch noch vor dem Zugriff der preußischen Streitkräfte zu retten. Diese Aktion hätte jedoch vermutlich die letzten Munitionsvorräte verbraucht, wodurch die Armee selbst im Erfolgsfall kaum noch operationsfähig gewesen wäre.
Auf die Nachricht von der Niederlage hin ordnete die oberste preußische Heeresleitung (König Wilhelm I., General von Moltke) an, die hannoversche Armee energisch von allen Seiten anzugreifen und sie dadurch zur Kapitulation zu zwingen. Bereits am folgenden Tag war die Armee weitgehend umstellt. Dem hannoverschen König Georg V. und der militärischen Führung wurde klar, dass jetzt kein anderer Ausweg mehr blieb als die Kapitulation. Die Verhandlungen führte auf preußischer Seite überraschenderweise nicht der Oberbefehlshaber General Vogel von Falckenstein, sondern der ihm untergeordnete General von Manteuffel. Gemäß der am 29. Juni 1866 abgeschlossenen Kapitulationsvereinbarung mussten die Unteroffiziere und Mannschaften ihre Waffen niederlegen und wurden in die Heimat entlassen. Pferde und sämtliches Kriegsgerät waren der preußischen Armee zu übergeben. Die Offiziere durften ihre Waffen behalten, mussten sich jedoch auf Ehrenwort verpflichten, nicht mehr gegen Preußen zu kämpfen. Dem hannoverschen König Georg V. und seinem Gefolge stand es frei, einen Aufenthaltsort ihrer Wahl aufzusuchen.

## Frühe Rolle des Roten Kreuzes
Nachdem das Rote Kreuz seine erste Bewährungsprobe am 16. April 1864 im Deutsch-Dänischen Krieg an den Düppeler Schanzen erlebt hatte, war der zweite Einsatz 1866 auf dem Schlachtfeld bei Langensalza.  Es handelte sich dabei um eine Gruppe von 30 Freiwilligen aus dem Gothaer Turnverein von 1860. Der Konsul und Freiherr Hugo von Bülow, der dem Rotkreuz-Gedanken verbunden war, hatte sie aufgerufen, eine Grundausbildung in Erster Hilfe mitzumachen und den Verwundeten beider Armeen zu helfen. Sie folgten dem und traten dabei im Sinn des zwei Jahre zuvor gegründeten Internationalen Komitees vom Roten Kreuz mit „weißen, rotgekreuzten Armbinden“ auf. Ein Trupp bestand aus Krankenträgern, der andere kümmerte sich um die Wundversorgung. Bis zum Ende der Kämpfe wurden Verletzte in Lazarette nach Langensalza gebracht und dort durch Ärzte, militärisches Sanitätspersonal, Kranken- und Ordensschwestern weiterbehandelt. Einige von ihnen trugen ebenfalls die Armbinden mit dem roten Kreuz.

## Resümee

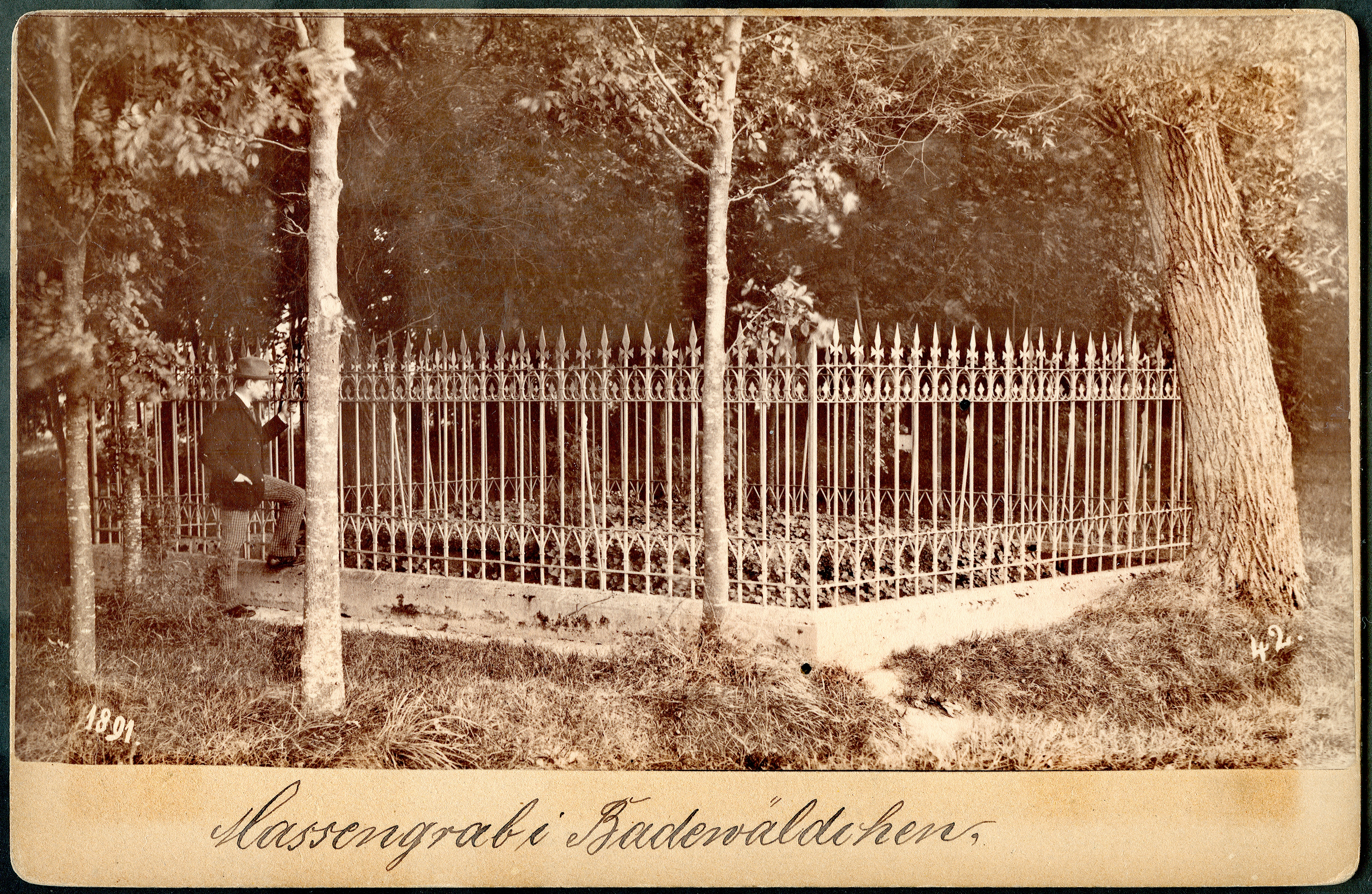
„Massengrab i[m] Badewäldchen“;
für die Toten der Schlacht bei Langensalza; Kabinettfoto Nummer 42 von Christian Gottfried Bregazzi, handschriftlich datiert 1891

Die Entwaffnung der hannoverschen Armee bedeutete den ersten größeren preußischen Erfolg auf dem westdeutschen Kriegsschauplatz. Diese Schwächung der Gegner Preußens hatte jedoch keinen Einfluss auf das Gesamtergebnis des Krieges. Der Erfolg war trotz schwerwiegender Mängel und einiger gravierender Fehler auf preußischer Seite zustande gekommen. Insbesondere auf dem Gebiet der Feindaufklärung zeigten sich z. T. schwere Defizite. Sie führten z. B. dazu, dass die bayerische Armee (Verbündete Hannovers) auf ein bloßes Gerücht nur noch einen Tagesmarsch entfernt stehend angenommen wurde, mit entsprechenden Folgen für die Aufstellung der Truppen. Auch das Gefecht am 27. Juni 1866 kam, wie bereits erwähnt, aufgrund falscher Informationen zustande.
Für die hannoversche Armee war es nicht nur ein Gebot der Ehre, gegen die überlegenen preußischen Streitkräfte einen Kampf zu wagen. Eine vorschnelle Kapitulation hätte die Position Hannovers bei späteren Friedensverhandlungen geschwächt. Insofern hatte das Gefecht bei Langensalza auch eine politische Bedeutung. Alles hing jedoch vom Ergebnis des Kampfes zwischen den Hauptkontrahenten Preußen und Österreich ab. Die Entscheidung fiel bereits sechs Tage später mit dem preußischen Sieg über die österreichische Armee bei Königgrätz. Jetzt lag das Schicksal des Königreichs Hannover in preußischen Händen. Am 1. Oktober annektierte Preußen Hannover sowie drei weitere deutsche Staaten.

## Erinnerung
In Berlin wurde 1917 eine Straße nach Langensalza benannt. Das geschah in einem Viertel, in dem die Straßen ihren Namen nach Thüringer Orten erhielten; den Zeitgenossen war die Schlacht bei Langensalza jedoch präsent und wie bei vielen beziehungsreichen Berliner Straßennamen gibt es einen mehrdeutigen Anklang.
In der ehemaligen Residenzstadt Celle erhielt der Vorplatz vor der Garnisonskirche den Namen Langensalzaplatz.

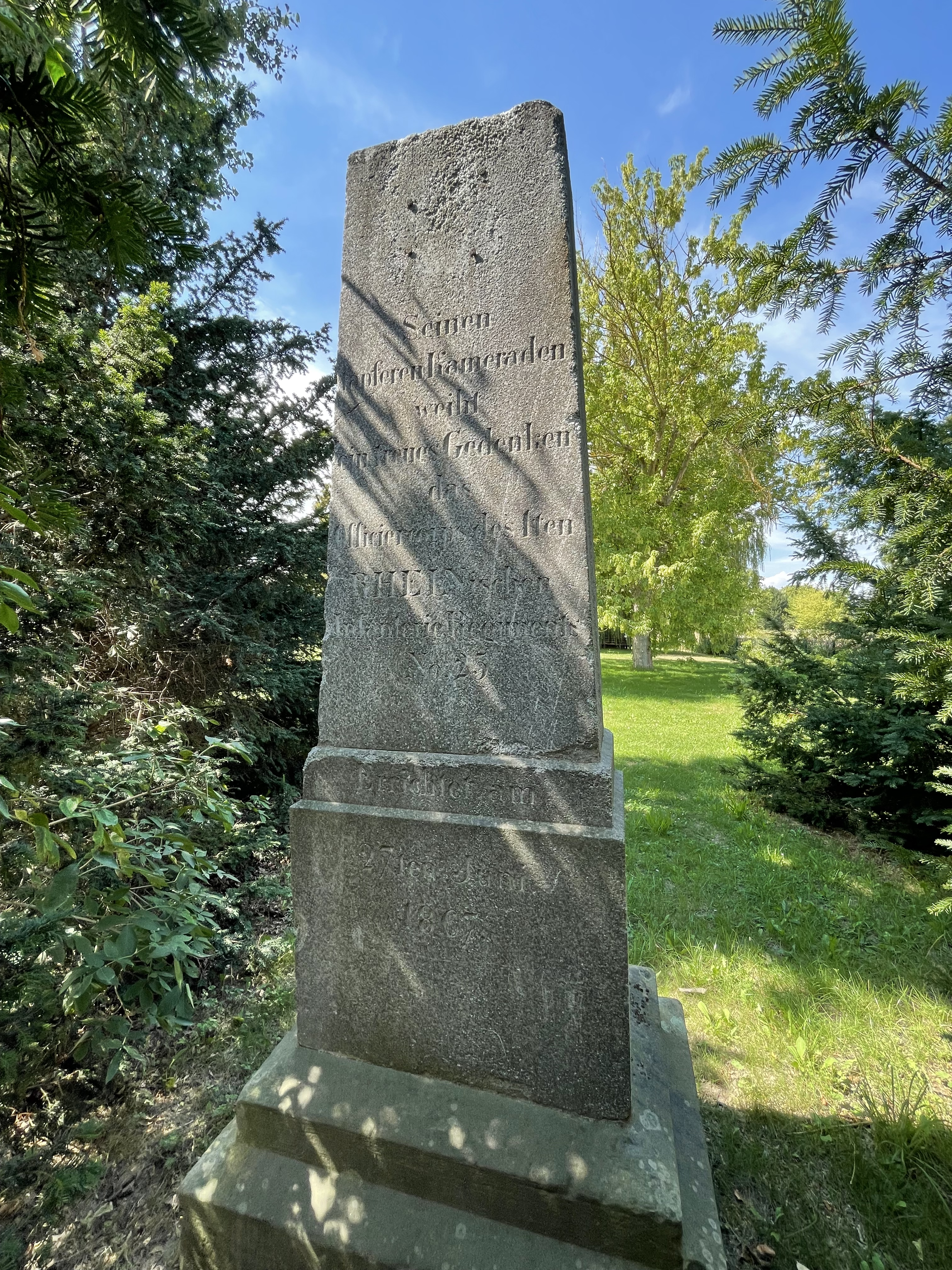
Denkmal der Schlacht bei Langensalza 1866 - Den Gefallenen des Rheinischen Infanterie-Regiments. Am Ortsausgang von Bad Langensalza in Richtung Merxleben

Im Heimatmuseum von Bad Langensalza erinnert ein 3 × 4 Meter großes Diorama mit circa 11.000 Zinnfiguren an die Schlacht. Es wurde von 1956 bis 1966 gebaut und stand bis etwa 2008 in Hameln.